# Burt Lancon
Burt Jude Lancon (* 13. November 1960 in Morgan City, Louisiana) ist ein ehemaliger US-amerikanischer Eiskunstläufer.
Lancon war im Paarlauf mit Maria DiDomenico und Jill Watson aktiv. Mit Domenico nahm er an den nationalen Meisterschaften 1981 und 1982 teil und belegte dabei die Plätze vier und zwei. Damit konnten sie sich für die Weltmeisterschaft 1982 qualifizieren, wo sie den zehnten Rang erreichten. Ab 1983 trat Lancon mit Watson an. Zusammen gewannen sie 1983 und 1984 bei den US-amerikanischen Meisterschaften die Bronzemedaille. Bei der WM 1983 wurden sie Elfte, im Jahr darauf konnten sie sich zwar qualifizieren, gingen aber nicht an den Start. Des Weiteren nahmen Lancon und Watson an den Olympischen Winterspielen 1984 in Sarajevo teil. Im Paarlauf belegten sie den sechsten Platz.
Nach seiner aktiven Karriere arbeitete Lancon als Eiskunstlauftrainer in El Segundo, Kalifornien.

## Ergebnisse

### Paarlauf
(mit Maria DiDomenico)
| Wettbewerb / Jahr                | 1981 | 1982 |
| -------------------------------- | ---- | ---- |
| Weltmeisterschaften              |      | 10.  |
| US-amerikanische Meisterschaften | 4.   | 2.   |

(mit Jill Watson)
| Wettbewerb / Jahr                | 1983 | 1984 |
| -------------------------------- | ---- | ---- |
| Olympische Winterspiele          |      | 6.   |
| Weltmeisterschaften              | 11.  | z    |
| US-amerikanische Meisterschaften | 3.   | 3.   |

- z = zurückgezogen